# Petr Ton
Petr Ton (* 8. Oktober 1973 in Kladno, Tschechoslowakei) ist ein ehemaliger tschechischer Eishockeyspieler, der über viele Jahre beim HC Sparta Prag, HC Kometa Brno und Poldi Kladno in der tschechischen Extraliga aktiv war. Darüber hinaus spielte er insgesamt fünf Jahre in Finnland, unter anderem bei JYP Jyväskylä und Oulun Kärpät. Zu den größten Erfolgen seiner Karriere gehören zwei tschechische Meistertitel mit Sparta Prag sowie der Gewinn der Bronzemedaille bei der U20-Junioren-Weltmeisterschaft 1993.

## Karriere

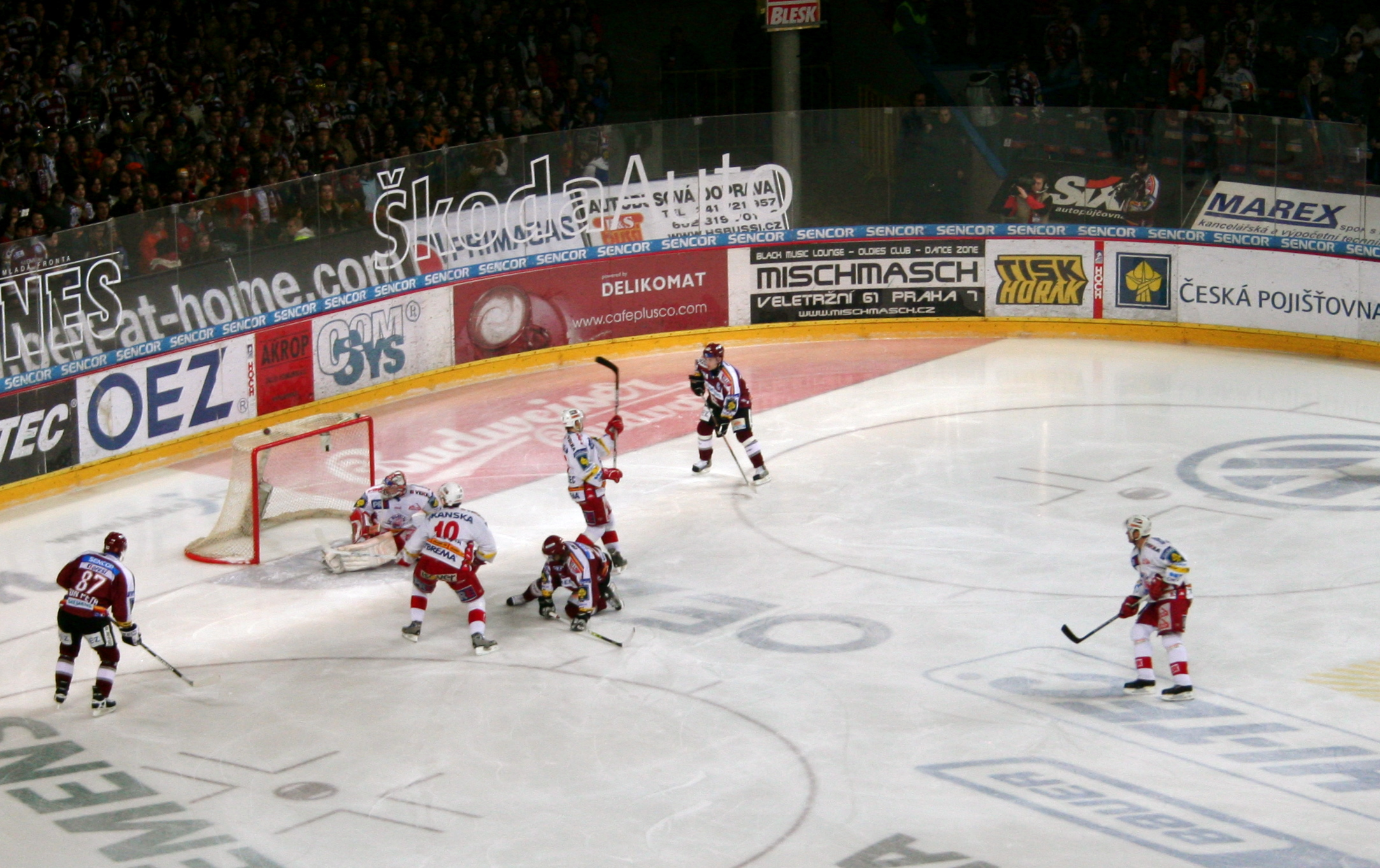
Petr Ton (#87, ganz li.) erzielt einen Treffer gegen den HC Slavia Prag

Petr Ton begann seine Karriere 1991 in seiner Heimatstadt in der Juniorenmannschaft von Poldi SONP Kladno. Ein Jahr später debütierte er in der Herrenmannschaft des Vereins in der höchsten tschechoslowakischen Spielklasse und gewann mit seiner Mannschaft in der 1993 neu gegründeten tschechischen Extraliga die erste reguläre Saison. Allerdings schied der HC Kladno im Playoff-Halbfinale gegen den späteren Meister HC Olomouc aus. In den folgenden Jahren etablierte sich Petr Ton innerhalb der Mannschaft. Während der Spielzeit 1997/98 bekam er ein Vertragsangebot aus Finnland von Jokerit, spielte den Rest der Saison für diesen Verein in der SM-liiga und erreichte mit Jokerit das Playoff-Halbfinale. Trotz dieses Erfolges und der damit verbundenen Qualifikation für die European Hockey League wechselte er im Sommer 1998 zum Ligakonkurrenten Espoo Blues. Ein Jahr später unterschrieb er einen Vertrag bei JYP Jyväskylä und traf dort auf seinen Landsmann Jaroslav Bednář. Bei JYP verbrachte er insgesamt drei Spielzeiten und wurde zweimal bester Scorer seines Teams, allerdings verpasste JYP immer die Playoffs. Für die Saison 2002/03 unterschrieb er einen Vertrag bei Oulun Kärpät und erreichte mit den „Wieseln“ das Playoff-Finale, das jedoch mit 0:3 gegen Tappara verloren ging.
Vor der Spielzeit 2003/04 kehrte Ton nach Tschechien zurück und nahm ein Vertragsangebot des HC Sparta Prag an, wo er seither spielt. In der Saison 2005/06 gewann er mit Sparta den tschechischen Meistertitel und wurde bester Torschütze der Liga. Ein Jahr später gewann Sparta erneut die Meisterschaft. In der Saison 2007/08 wurde Petr Ton Topscorer der Extraliga, schied aber mit dem HC Sparta im Playoff-Viertelfinale aus.
In den folgenden Jahren gehörte er weiter zu den Leistungsträgern bei Sparta, agierte zeitweise als Assistenzkapitän des Klubs und wurde zwei weitere Male als bester Torschütze der Liga ausgezeichnet (2010 und 2014). In der Saison 2013/14 wurde er zudem Extraliga-Topscorer mit 67 Punkten und folgerichtig als Spieler des Jahres ausgezeichnet. Nach der Saison 2013/14 erhielt er bei Sparta trotz dieser Leistungen keinen neuen Vertrag mehr und bekam daraufhin verschiedene Angebote von Klubs aus der Extraliga, schloss aber auch einen Wechsel ins europäische Ausland nicht aus. Letztlich entschied er sich für einen Vertrag beim HC Kometa Brno. Dort war er in seiner ersten Saison mit 22 Toren und 20 Torvorlagen teaminterner Topscorer und bester Torschütze. Zu Beginn der Saison 2015/16 verletzte er sich, so dass er erst im Januar 2016 wieder einsatzfähig war und noch 19 Spiele für Kometa absolvierte, ehe der noch laufende Vertrag in gegenseitigem Einverständnis aufgelöst wurde.
Im Mai 2016 kehrte er zu seinem Heimatverein nach Kladno zurück, der mittlerweile in der zweitklassigen 1. Liga spielte. In den Play-offs der 1. Liga im Frühjahr 2017 verletzte er sich und unterzog sich später einer Handoperation. Ab Oktober 2017 bereitete er sich auf ein Comeback vor und erhielt Vertragsangebote aus verschiedenen europäischen Ligen. Letztlich beendete er seine Karriere aus gesundheitlichen Gründen im Februar 2018 offiziell. Mit insgesamt 384 Toren ist er der amtierende Rekordtorschütze der Extraliga, zudem erzielte er insgesamt 767 Scorerpunkte in 912 Extraliga-Partien.

### International
Petr Ton hat bisher in seiner Karriere nur einmal an internationalen Titelkämpfen teilgenommen: Für die U20-Weltmeisterschaft 1993 erhielt er die Berufung in den Kader, erzielte während des Turniers ein Tor und fünf Vorlagen und gewann mit der U20-Auswahl der ČSFR die Bronzemedaille. Für die tschechische Nationalmannschaft absolvierte Ton bisher 17 Länderspiele, in denen er sechs Tore erzielte.

## Erfolge und Auszeichnungen
- 1993 Bronzemedaille bei der U20-Junioren-Weltmeisterschaft
- 2003 Finnischer Vizemeister mit Oulun Kärpät
- 2006 Tschechischer Meister  mit dem HC Sparta Prag
- 2006 Bester Torschütze der Extraliga
- 2007 Tschechischer Meister mit dem HC Sparta Prag
- 2008 Topscorer der Extraliga
- 2008 Most Sportsmanlike player der Extraliga
- 2010 Bester Torschütze (34) der Extraliga
- 2013 Most Sportsmanlike player der Extraliga
- 2014 Topscorer (67) und bester Torschütze (35) der Extraliga
- 2014 Spieler des Jahres der Extraliga

## Karrierestatistik
(Legende zur Spielerstatistik: Sp oder GP = absolvierte Spiele; T oder G = erzielte Tore; V oder A = erzielte Assists; Pkt oder Pts = erzielte Scorerpunkte; SM oder PIM = erhaltene Strafminuten; +/− = Plus/Minus-Bilanz; PP = erzielte Überzahltore; SH = erzielte Unterzahltore; GW = erzielte Siegtore; 1 Play-downs/Relegation; Kursiv: Statistik nicht vollständig)